# Андріюк Лук'ян Васильович
Лук'ян Васильович Андріюк (нар. 6 серпня 1951, с. Бабин, Івано-франківська область) — український медик, спеціаліст з рефлексотерапії, неврології, народної та нетрадиційної медицини. Доктор медичних наук (2006), професор (2008), лікар-невролог вищої категорії. Завідувач кафедри реабілітації та нетрадиційної медицини ЛНМУ ім. Д. Галицького (від 2006 року), головний позаштатний спеціаліст департаменту охорони здоров'я Львівської ОДА за спеціальностями рефлексотерапії та народної і нетрадиційної медицини.

## Життєпис
Закінчив з відзнакою лікувальний факультет Львівського медичного інституту (1976). Працював лікарем. З 1980 року працює в альма-матер — нині Львівському національному медичному університеті: ординатором, асистентом, доцентом, з 2006 року завідувач кафедри реабілітації і нетрадиційної медицини, також є заступником декана факультету післядипломної освіти з наукової роботи.
Лікує у відділеннях Львівської обласної лікарні відновного лікування, 4-ї міської клінічної комунальної лікарні м. Львова, Львівському міжрегіональному центрі соціально-трудової, професійної та медичної реабілітації інвалідів.
Захоплюється такими терапевтичними методиками, як рефлексо- та апітерапія, мануальна терапія та ін.
Автор понад 300 наукових праць, серед яких шість монографій, 3 підручники, 5 авторських свідоцтв та винаходів.
Член редакційних рад наукових журналів, також закордонних (Чехія — «Eniologie cloveka»; Польща — «Rehabilitacja w praktyce»).

## Нагороди
- Дві медалі (2014, 2016),
- Почесна грамота Верховної Ради України (2014, 2016),
- Почесна грамота Міністерства охорони здоров'я України (2008),
- Почесна грамота Львівської обласної державної адміністрації (2007, 2011)
- Подяка Міністра охорони здоров'я (2009).